# Hubert Costa
Hubert Ranjan Costa (Dhaka; 21 de Abril de 1953 —) é um político da Polónia. Nascido em Bangladesh, estudou na Polônia. Ele foi eleito para o Sejm on 25 de Setembro de 2005 com 3521 votos em 1 no distrito de Legnica, candidato pelas listas do partido Samoobrona Rzeczpospolitej Polskiej.